# Eumorpha fasciatus
Eumorpha fasciatus is een vlinder uit de familie van de pijlstaarten (Sphingidae). De wetenschappelijke naam van de soort werd in 1776 gepubliceerd door Johann Heinrich Sulzer.